# Luna–9
A Luna–9 (Luna E–6M) (oroszul: Hold) második generációs szovjet holdautomata, a Luna-program része. Az első simán leszálló űreszköz a Földön kívül, a Holdon, a puha leszállásra tett tizenkettedik kísérlet.

## Küldetése
Tervezett feladat: a Hold megközelítése – sima leszállás, felületének fényképezése, repülés közben a kozmikus sugárzás, a napszél, a mikrometeoritok, az interplanetáris anyag és a Hold mágneses terének vizsgálata.

## Jellemzői
Építette a Lavocskin-tervezőiroda.
1966. január 31-én a Bajkonuri indítóbázisról, egy háromlépcsős, párhuzamos elrendezésű Molnyija hordozórakétával (8K78) állították Föld körüli parkolópályára. Az orbitális egység pályája 88.3 perces, 51.85 fokos hajlásszögű, az elliptikus pálya adatai: perigeuma 167 kilométer, apogeuma 219 kilométer volt. Az utolsó fokozat hajtóművének újraindításával segítették elérni a szökési sebességet. Három ponton stabilizált (Föld-, Hold- és Nap-központú) űreszköz.
Felépítése: szállítóegység, vezérlőegység, csillagérzékelő (tájolás), orientációs gáztartály és hideggáz-fúvókák, kormányhajtóművek; fékezőegység: üzemanyagtartályok és a fékező hajtómű; leszállóegység (felszíni szonda), magasságmérő radar, az asztroorientációs rendszer elektronikája, valamint az optikai-mechanika, rádiórendszer, antennák, valamint egy sugárdetektor.
Február 3-án a Viharok Óceánja medencében, egy névtelen kráterben landolt, amely a 64 kilométer átmérőjű Cavalerius gyűrűs hegység szomszédságában található, az Oceanus Procellarum medence belsejében. A kráter átmérője 15 méter, mélysége 1 méter. Holdat érés után 5 perccel rádióösszeköttetést létesített, 7 óra múlva elkezdte küldeni az első kilenc képet (ebből öt panoráma) a Hold felszínéről. 75 órán át hét rádió-összeköttetés alkalmával 8 óra 5 percig tartott hírkapcsolatot. A közeli környezet és a horizont 1,4 kilométer távolságra lévő szikláinak képeit sugározta. Az utolsó kapcsolat a szondával február 6-án volt.

## Leszállóegysége
- Fékező rakétarész a szükséges üzemanyaggal,
- légzsák-rendszer, biztosította a ledobott hordozóegységből a műszeres egység épségét,
- a leszállóegységből négy szárny nyílott ki, biztosítva a stabil helyzetet, egyben antennaként szolgálva,
- a légmentesen lezárt 100 kilogramm tömegű, 60 centiméteres gömbtartály tartalmazta: az akkumulátoros erőforrást, a hőellenőrzőt, a  televíziós egységet és a forgó tükörmechanikát, az optikai ablakot, sugárzásdetektort, rádió adó-vevő berendezést, vezérmű-egységet, külső felületén a 4 darab rúdantennát,
- stabilizált állapotban a televíziós kamerák tükörrendszer segítségével fényképezték környezetét, elektronikus feldolgozás után antennájával sugározta vevőállomásaira a képeket.

## Tudományos eredmény
- Az első űreszköz, amely sima leszállást hajtott végre egy idegen égitesten, a Hold felszínén,
- egy idegen égitestről az első helyszíni panorámafelvételeket készítette (1,4 kilométeres látótávolságig) és közvetítette a Földre,
- mérései megállapították, hogy a Hold felszínét nem borítja a korábban gondolt vastag porréteg,
- a mérések megerősítették, hogy a Holdnak nincs számottevő mágneses tere,
- megállapítást nyert, hogy egy súlyosabb űreszköz sem fog elsüllyedni leszállás után.

## Külső hivatkozások
- Luna–9. zarya.info. [2022. július 1-i dátummal az eredetiből archiválva]. (Hozzáférés: 2013. január 18.)
- Luna–9. astronautix.com. (Hozzáférés: 2013. január 18.)
- Luna-9. skyrocket.de. (Hozzáférés: 2013. január 18.)
- Luna-9. ib.cas.cz. [2013. október 13-i dátummal az eredetiből archiválva]. (Hozzáférés: 2013. január 18.)

| Elődje: Luna–8 | Luna-program 1963–1968 | Utódja: Koszmosz–111 |